# Aurigo
Aurigo là một đô thị ở tỉnh Imperia trong vùng Liguria, tọa lạc khoảng 90 km về phía tây nam của Genova và khoảng 15 km về phía tây bắc của Imperia. Tại thời điểm ngày 31 tháng 12 năm 2004, đô thị này có dân số 364 người và diện tích là 9,5 km².
Aurigo giáp các đô thị sau: Borgomaro, Pieve di Teco, và Rezzo.